# NGC 7743
NGC 7743 este o galaxie seyfert de tip 2⁠(d) situată în constelația Pegas. A fost descoperită în 18 octombrie 1784 de către William Herschel. Se află la o distanță de 20,32 de megaparseci de Pământ.